# 赤穂民報
赤穂民報（あこうみんぽう）は、兵庫県赤穂市を中心に赤穂民報社が編集・発行する、週刊（土曜日発行）の地域新聞。購読料は無料のフリーペーパーである。発行部数は公称18,100部。

## 沿革
- 1968年11月15日 - 創刊